# Aurea (cantante)
Áurea Isabel Ramos de Sousa, conosciuta come Aurea (Santiago do Cacém, 7 settembre 1987), è una cantante portoghese.

## Biografia
La carriera musicale di Aurea è iniziata nel 2008 con l'incontro con Rui Ribeiro, membro dell'etichetta discografica Blim Records, insieme al quale ha pubblicato il singolo di debutto Okay Alright. Il singolo è stato successivamente inserito nella colonna sonora della soap opera Morangos com açúcar. Nel 2010 ha pubblicato l'album di debutto eponimo, che ha raggiunto la 1ª posizione della classifica settimanale portoghese, rimanendo in vetta per 11 settimane.
Nel maggio del 2011 le è stato conferito il premio Globo de Ouro al miglior interprete solista, mentre nel mese di novembre ha ricevuto l'MTV Europe Music Award al miglior artista portoghese, premio che ha vinto anche l'anno successivo. Nel 2012 il suo secondo album, Soul Notes, ha raggiunto la 5ª posizione nella classifica portoghese.
Nel 2015 è stata coach nella terza edizione di The Voice Portugal, in onda su RTP1, ruolo che ricoprirà anche nelle edizioni successive. L'anno seguente ha curato la soundtrack della serie A impostora, che ha ricevuto un premio ai Troféus de Televisão al miglior programma TV. Restart, il terzo album, ha conquistato la vetta della classifica nazionale del 2016, così come il quarto album, Confessions, nel 2018.
Aurea è stata confermata come una fra i venti artisti partecipanti al Festival da Canção 2022, rassegna musicale che ha selezionato il rappresentante portoghese all'Eurovision Song Contest, con il brano Why?, classificandosi quinta durante la serata finale.

## Discografia

### Album in studio
- 2010 – Aurea
- 2012 – Soul Notes
- 2016 – Restart
- 2018 – Confessions
- 2019 – 9 (con Marisa Liz)

### Album live
- 2011 – Ao vivo no Coliseu dos Recreios

### EP
- 2011 – Where Is the Love (con Nikolas Takács)

### Singoli
- 2008 – Okay Alright
- 2011 – Busy (For Me)
- 2011 – Dream a Little Dream of Me
- 2013 – Heading Back Home (con Paulo Sousa)
- 2013 – Nothing Left to Say
- 2013 – How Far Would You Go?
- 2016 – A impostora
- 2017 – I Feel Love Inside (con Enoque)
- 2018 – Fino
- 2018 – Done with You
- 2018 – Hide
- 2020 – Depression Sucks
- 2021 – Frágil
- 2022 – Why?

#### Come artista ospite
- 2017 – Starman (David Fonseca feat. Aurea)